# Johan Otter
Johan Otter (französisch Jean Otter; * 23. Oktober 1707 in Kristianstad; † 26. September 1749 in Paris) war ein schwedischer Orientalist und Forschungsreisender, der in Frankreich tätig war.

## Leben
Johan Otter war der Sohn eines wohlhabenden Kaufmanns zu Kristianstad. Er studierte ab 1724 drei Jahre an der Universität Lund die Theologie, Physik und neuere Sprachen. Ein geheimer Umgang mit Katholiken bewog ihn, im Jahr 1728 in Stockholm dem lutherischen Glauben abzuschwören. Der damalige französische Gesandte am schwedischen Hof verschaffte ihm Gelegenheit, sich im Priesterseminar in Rouen weiter auszubilden.
Aufgrund von Otters Fertigkeit in der englischen, spanischen, italienischen, deutschen, dänischen und französischen Sprache, die er zum Teil so gut wie seine Muttersprache beherrschte, wurde der Kardinal Fleury bewogen, ihn bei der Post anzustellen. Aus dem gleichen Grund sandte ihn der Graf Maurepas 1734 auf Kosten der Regierung in die Levante, wo Otter die türkische, arabische und persische Sprache erlernen und die französischen Handelsbeziehungen wiederherstellen sollte. Zuerst ging er nach Konstantinopel und 1736 nach Isfahan. In letztgenannter Stadt und in Basra verweilte er mehrere Jahre. Er erwarb sich nicht nur eine genaue Kenntnis von den Sprachen der bereisten Länder, sondern auch von allem, was auf deren Literatur, Geographie, Geschichte und politischen Verhältnisse Beziehung hatte und dazu dienen konnte, das Handelsinteresse Frankreichs in Persien zu fördern.
Nach seiner Rückkehr nach Frankreich (1744) erhielt Otter eine Pension. Außerdem wurde er bei der Königlichen Bibliothek in Paris als Dolmetscher für die orientalischen Sprachen angestellt und 1746 zum königlichen Professor der arabischen Sprache am Collège de France ernannt. Die Académie des inscriptions et belles-lettres nahm ihn im März 1748 als Mitglied auf. Er starb aber bereits am 26. September 1749 im Alter von knapp 42 Jahren in Paris.
Die Resultate seiner langjährigen sorgfältigen Forschungen und Beobachtungen legte Otter nieder in dem Werk Voyage en Turquie et en Perse, avec une relation des expéditions de Thamas Kouli-Khan (2 Bde., Paris 1748; deutsche Übersetzung durch Georg Friedrich Casimir Schad unter dem Titel Reisen in die Türkei und nach Persien, nebst einer Nachricht von den Unternehmungen des Thomas Kouli Chan; mit einigen Anmerkungen, vollständigem Register und des Verfassers Leben, 2 Bde., Nürnberg 1781–89). Otters Berichte sind ohne Schmuck und meist etwas trocken, aber lehrreich. Von seiner Bearbeitung der morgenländischen handschriftlichen Quellen in der königlichen Bibliothek zu einer kritischen Geschichte der Araber finden sich einige Fragmente in den Mémoires de l’Académie des inscriptions et belles-lettres (Bd. 21, S. 111 ff. und S. 125 ff.). Er begann auch 1748 eine französische Übersetzung von Olof von Dalins Svea rikes historia.